# Madeleine Tchicaya
Pour les articles homonymes, voir Tchicaya.
Madeleine Tchicaya, née le 28 avril 1930 à Zangué dans la sous préfecture d'Oumé et morte le 27 septembre 2021 à Abidjan, est une ancienne femme politique et une femme d'affaires ivoirienne. Elle est la première femme diplômée de l’École nationale d’administration de la Côte d’Ivoire, d’où elle est sortie major de sa promotion en option diplomatie.

## Biographie
Madeleine Tchicaya, de son nom de jeune fille, Madeleine Yao Kacoubla est née le 28 avril 1930 en Côte d'Ivoire à Zangué, à une dizaine kilomètres de Oumé.

### Formation
Alors que dans les années 1930, on mariait des filles de 15 ans à des adultes bien établis, son père préfère mettre sa fille unique sur les bancs de l'école. Ce faisant, son père était la risée de son entourage.
En 1961, après des études à Montpellier, alors qu'elle s’apprêtait à embrasser une carrière d'enseignante, elle tente et réussit brillamment le concours d'entrée à l'ENA de Côte d'Ivoire.
En 1965, elle sort major de la première promotion du cycle supérieur de l’ENA, option diplomatie. Elle est la première femme énarque de Côte d'Ivoire.

### Carrière professionnelle
Madeleine Tchicaya se prédestinait à une carrière d'ambassadrice. Toutefois, dans ces années 1960, les mentalités n'étaient pas encore prêtes pour qu'on nomme une femme à ce niveau de responsabilité. Ainsi, elle est affectée dans l'administration, d'abord au ministère des affaires étrangères, au poste de sous-directrice des affaires politiques, puis comme sous-directrice de la coopération internationale. À ce dernier poste, grâce à ces contacts avec les ambassades, elle a statué sur les dossiers d'attribution de bourses étrangères de plusieurs centaines de jeunes Ivoiriens.
De 1970 à 1975, elle rejoint le ministère du tourisme de Loua Diomandé, comme directrice des opérations de la promotion du tourisme.

### Carrière politique
À la demande des habitants de son village, elle accepte de les représenter en tant que députée à l'Assemblée nationale de Côte d'Ivoire durant la cinquième législature de 1976 à 1980, sous la bannière du parti unique, le PDCI. Mais elle s'y ennuie à mourir et décline la proposition du président Félix Houphouët-Boigny de se porter candidate pour un second mandat.
Alors qu'elle est candidate à la présidence de l'Association des femmes ivoiriennes (A.F.I), le président lui demande de se désister au profit de Hortense Aka-Anghui,.

### Entrepreneuriat
Ne voulant plus travailler dans l'administration, Madeleine Tchicaya propose ses services auprès de plusieurs entreprises de la place. C'est finalement chez JAG (Jean Abile Gal) qu'elle trouve les propositions les plus intéressantes. Elle rentre dans cette entreprise et y termine sa carrière professionnelle.

### Vie privée
Madeleine Tchicaya a été mariée à Roger Félix Tchicaya (1940 - 2018), ex-chancelier des Affaires étrangères et ex-chef de cabinet au ministère chargé des relations avec l'Assemblée nationale.
Roger est le neveu de Jean Félix-Tchicaya, premier parlementaire congolais et cofondateur avec Félix Houphouët-Boigny, du Rassemblement démocratique africain, qui l'a recueilli à la suite du décès de son père.

### Mort
Madeleine Tchicaya est morte le 27 septembre 2021 dans une clinique d'Abidjan,,,,,,,.

## Hommages

### Concours littéraire Madeleine Tchicaya
Lancé en 2012, le concours qui, à l'origine se dénommait "Concours littéraire Serge Grah" (du nom du journaliste et écrivain) porte désormais, depuis 2017, après cinq éditions, le nom de Madeleine Tchikaya.
La première édition a eu lieu au lycée moderne de Bondoukou, sur initiative de Docteur Christian Yao, alors professeur de philosophie dans cet établissement,. C'est une compétition littéraire réservée aux élèves des collèges et lycées ivoiriens, avec pour objectifs de les occuper sainement en les encourageant à la pratique de la lecture et à la création littéraire.
L'association "Les amis du livre"  présidée par Serge Grah, honore Madeleine Tchicaya, pour son parcours et son rôle de "boussole" pour la jeunesse ivoirienne.

## Filmographie
- Vie de femmes : Madeleine Tchicaya (Côte d'Ivoire) - Documentaire de Cira Touré; Durée: 23'45'' - 1999[22],[23],[24]